# 五島夕夏
五島 夕夏（ごとう ゆうか、1992年7月18日 - ）は、日本のイラストレーター、ライター、絵本作家。
その他、ファッションブランドのノベルティデザインや車メーカーのイメージイラストレーションなども担当している。
東京都出身。

## 人物
母は陶芸家、父は作家・イラストレーターの五島聡。
桑沢デザイン研究所卒。
学生時代に出会ったロシアの絵本に大きく影響を受け、絵本画家を志す。
猫好きで、実家で猫を飼っている。

## 作品

### 絵本
よんでみよう （岩崎書店、2017年）

## 出演

### YouTube
- 五島夕夏の絵本チャンネル

### ミュージックビデオ
- 片平里菜「誰にだってシンデレラストーリー」（2015年）

### ウェブメディア
- 1フレーズガール